# Ластін Олександр Миколайович
Олександр Миколайович Ластін (рос. Александр Николаевич Ластин; нар. 30 жовтня 1976, Архангельськ - 23 січня 2015, Желєзноводськ) – російський шахіст, гросмейстер від 1997 року.

## Шахова кар'єра
Починаючи з 1992 року неодноразово брав участь у фіналі чемпіонату Росії, найбільших успіхів досягнувши в роках 2001 (Еліста, срібна медаль, програвши на дограванні Олександрові Мотильову) та 2002 (Краснодар, золота медаль). Двічі брав участь у першість світу ФІДЕ, які проходили за олімпійською системою: 2001 року в першому раунді переміг Огнєна Цвітана, але в 2-му програв Чжану Чжуну, а 2004 року переміг Роберта Кемпіньського і Зураба Азмайпарашвілі, але в третьому раунді зазнав поразки від Хікару Накамури. 2005 виграв Кубок Росії, у фіналі перемігши Дениса Хісматулліна.
До інших успіхів Олександра Ластіна належали:
- поділив 1-ше місце в Тулі (1999, разом із, зокрема, Повлом Коцуром, Володимиром Бурмакіним i Русланом Щербаковим),
- поділив 3-тє місце в Санкт-Петербурзі (1999, меморіал Михайла Чигоріна, позаду Олександра Грищука i Сергія Волкова, разом із, зокрема,Максимом Сорокіним i Семеном Двойрісом),
- посів 1-ше місце в Рівному (2000),
- поділив 1-ше місце в Борі (2000, разом з Євгеном Наєром),
- посів 2-ге місце в Елісті (2000, фінал Кубка Росії, позаду Сергія Волкова),
- поділив 2-ге місце в Москві (2005, позаду Фарруха Амонатова),
- поділив 2-ге місце у Воронежі (2005, позаду В'ячеслава Захарцова),
- посів 1-ше місце в Сочі (2005),
- посів 1-ше місце у Раменському (2005, фінал Кубка Росії),
- поділив 1-ше місце в Москві (2006, разом з Борисом Грачовим),
- посів 1-ше місце у Бєлорєченську (2007),
- поділив 1-ше місце у Воронежі (2007, разом з Фаррухом Амонатовим i Борисом Савченком),
- поділив 1-ше місце в Луганську (2007, разом із, зокрема, Кирилом Бризгаліним i Дмитром Скорченком),
- поділив 2-ге місце в Москві (2008, позаду Артема Тимофєєва, разом із, зокрема, Захаром Єфименком, Ернесто Інаркієвим, Сергієм Волковим, Олександром Моїсеєнком i Баадуром Джобавою),
- поділив 1-ше місце в Майкопі (2008, разом з Олександром Петрушиним, Кирилом Бризгаліним i Віталієм Цешковським),
- поділив 2-ге місце в Баку (2008, позаду Євгена Наєра, разом із, зокрема, Вадимом Міловим, Олексієм Александровим, Баадуром Джобавою, Тамазом Гелашвілі i Найджелом Шортом),
- поділив 1-ше місце в Бєлорєченську (2009, разом з Максимом Туровим),
- поділив 1-ше місце в Елісті (2010, разом із, зокрема, Георгієм Пілавовим),
- посів 2-ге місце в П'ятигорську (2011, позаду Дмитра Кряквіна),
- поділив 2-ге місце в Уфі (2013, позаду Євгена Калегіна),
- поділив 1-ше місце у Домбаї (2013, разом з Артуром Габріеляном).

Найвищий рейтинг Ело в кар'єрі мав станом на 1 січня 2010 року, досягнувши 2659 очок займав тоді 67-ме місце в світовому рейтинг-листі ФІДЕ, одночасно займаючи 16-те місце серед російських шахістів.

## Зміни рейтингу
| На цьому місці має відображатися графік чи діаграма, однак з технічних причин його відображення наразі вимкнено. Будь ласка, не видаляйте код, який викликає це повідомлення. Розробники вже працюють для того, щоби відновити штатне функціонування цього графіка або діаграми. | |
| | На цьому місці має відображатися графік чи діаграма, однак з технічних причин його відображення наразі вимкнено. Будь ласка, не видаляйте код, який викликає це повідомлення. Розробники вже працюють для того, щоби відновити штатне функціонування цього графіка або діаграми. |